# Villalón de Campos
Villalón de Campos é um município da Espanha na província de Valladolid, comunidade autónoma de Castela e Leão, de área 69,93 km² com população de 2040 habitantes (2004) e densidade populacional de 29,17 hab/km².

## Demografia
| Variação demográfica do município entre 1991 e 2004 | Variação demográfica do município entre 1991 e 2004 | Variação demográfica do município entre 1991 e 2004 | Variação demográfica do município entre 1991 e 2004 |
| --------------------------------------------------- | --------------------------------------------------- | --------------------------------------------------- | --------------------------------------------------- |
| 1991                                                | 1996                                                | 2001                                                | 2004                                                |
| 2193                                                | 2166                                                | 2046                                                | 2040                                                |